# Ephemerum namaquense
Ephemerum namaquense là một loài rêu trong họ Ephemeraceae. Loài này được Magill mô tả khoa học đầu tiên năm 1987.